# Rat Is Dead (Rage)
Rat Is Dead (Rage) é uma canção de rock da banda brasileira Cansei de Ser Sexy, lançada em 28 de abril de 2008 para download no site oficial do grupo. 

## Composição
Adriano Cintra disse ser um quase grunge que está entre as faixas mais roqueiras do álbum, ao lado de "Give Up".
A música foi usada no jogo Midnight Club: Los Angeles

## Videoclipe
O videoclipe de Rat Is Dead (Rage), dirigido por Nima Nourizadeh, mostra a banda tocando em um galpão. Adriano Cintra, baixista e baterista, aparece tocando baixo.